# Karl Salzmann (Künstler)
Karl Salzmann (* 1979 in Bludenz) ist ein in Wien lebender Medienkünstler. In seiner künstlerischen Praxis verwendet er Klang und Geräusch und kombiniert dies in Performance-, Konzept- und Installationskunst.

## Leben
Salzmann studierte an der Universität für angewandte Kunst in Wien bei Virgil Widrich, Hans Schabus und Ruth Schnell und promovierte 2024 an der Universität für Musik und darstellende Kunst im Fachbereich Artistic Research.  
Neben seiner künstlerischen Tätigkeit im Feld der Sound Art, unterrichtet Salzmann im Bereich des Sound Art Research an der Universität für angewandte Kunst, wo er seit 2023 zudem als Senior Scientist und Projektleiter tätig ist.  

## Ausstellungen

### Einzelausstellungen
- 2013 Kunsthaus Graz[8]
- 2014 Kunsthalle Bratislava[9]
- 2016 Johanniterkirche Feldkirch[10][11]
- 2017 ACFNY New York[12]
- 2023 Künstlerhaus Bregenz Soundworks. Arbeiten mit Klang. 2013 – 2023.

### Gruppenausstellungen (Auswahl)
- 2014 Athens Video Art Festival[13]
- 2018 Bregenz Biennale[14]
- 2018 Bildraum 01, Wien[15]
- 2019 OK Center for Contemporary Art, Linz[16]
- 2020 Warsaw Autumn, Warschau[17]
- 2021 Vorarlberg Museum, Bregenz[18]

### Permanente Installationen
- VWG Vorarlberger Wiederverwertungsgesellschaft, Koblach[19]

## Auszeichnungen und Stipendien
- 2012 Startstipendium Musik BMUKK
- 2017 Nominierung: Ernst Hauser Werkstattpreis
- 2017 Erste Bank MehrWert Kunstpreis
- 2019 Österreichisches Staatsstipendium für Medienkunst
- 2020 GO! Stipendium Land Vorarlberg